# Acuerdo estratégico entre Eusko Alkartasuna y la izquierda abertzale

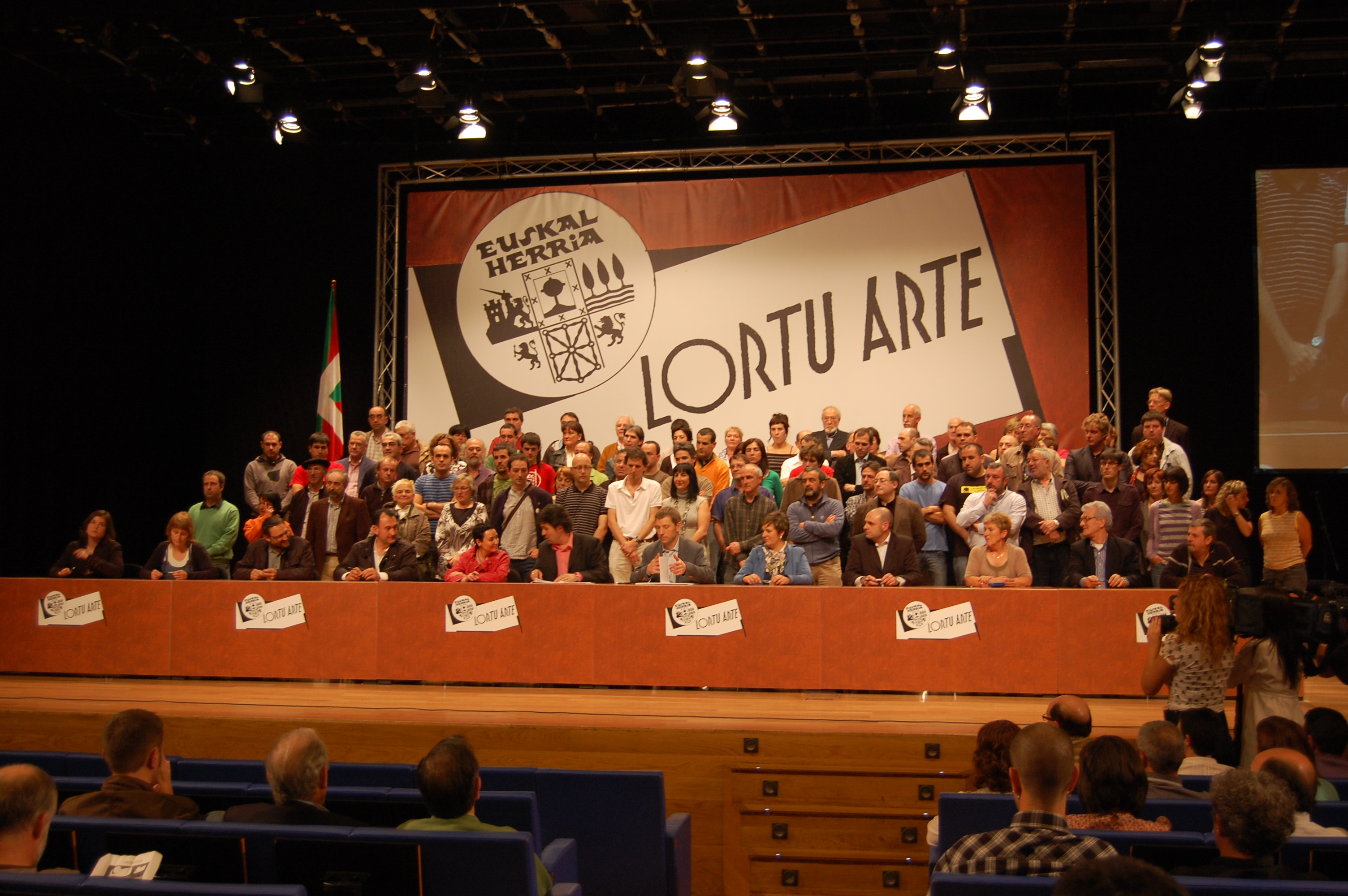
Imagen general del momento de la firma del acuerdo en el Palacio Euskalduna

El 20 de junio de 2010 la dirección de Eusko Alkartasuna (EA) y antiguos miembros de la ilegalizada Batasuna (denominados genéricamente como izquierda abertzale, aunque sin precisión) firmaron públicamente en el Palacio Euskalduna de Bilbao un acuerdo soberanista titulado Lortu arte (Hasta conseguirlo) y subtitulado Bases de un acuerdo estratégico entre fuerzas políticas independentistas, por el cual ambas partes se comprometieron a defender la "soberanía nacional" de Euskal Herria frente a España y Francia.
Su objetivo declarado era impulsar el Estado vasco a través de la confrontación con el Estado español por vías "exclusivamente pacíficas, políticas y democráticas". Sin embargo, varios medios destacaron que aunque se realizaba esa declaración de principios no se mencionaba explícitamente a la organización terrorista Euskadi Ta Askatasuna (ETA).

## Antecedentes
En 2007 Eusko Alkartasuna dio un giro a su política de pactos con el PNV mantenida desde las elecciones de 1999, optando por alejarse de esta formación y presentarse en solitario, y a partir de 2008, ante la prohibición por parte del Tribunal Constitucional a que se realizara una consulta sobre el estatus político del País Vasco aprobada por el Parlamento Vasco, tanto EA como la izquierda abertzale buscaron la constitución de un polo soberanista que impulsara la independencia de Euskal Herria. Sin embargo, EA puso como condición previa el alejamiento de Batasuna de ETA y el cese de la actividad terrorista de esta.
Los contactos de Unai Ziarreta y Rafa Larreina, por parte de EA, con Arnaldo Otegi y Rafa Díez fueron discretos; y prosiguieron a pesar de los malos resultados electorales de EA y la encarcelación de los interlocutores de la izquierda abertzale por el caso Bateragune. EA concretó su compromiso con la vía soberanista de acumulación de fuerzas abertzales en la conferencia política que celebró en noviembre de 2009 y, en febrero de 2010, las bases de Batasuna ratificaron la propuesta elaborada por los detenidos que instaba a promover un «proceso democrático por vías políticas y pacíficas».
En marzo de ese mismo año Brian Currin dio a conocer la Declaración de Bruselas, en la que más de veinte destacadas personalidades, entre ellas varios premios nobel de la paz, reclamaban a ETA un «alto el fuego permanente e incondicional» que fuera supervisado internacionalmente, y en abril la izquierda abertzale apeló por primera vez a ETA públicamente, demandándole a esta y al gobierno español el cumplimiento de dicha declaración.
Los días anteriores a firmarse el acuerdo, se habían sucedido las informaciones que aseguraban una división en el seno de ETA por la posición de la izquierda abertzale al pedirle una tregua. Una parte de ETA se posicionaba por una «tregua estratégica», similar a las que se habían practicado con anterioridad, mientras otra parte apostaba por una tregua que asumiera el desarme y basada en los Principios Mitchell, si bien el Gobierno de España consideraba que ETA solo valoraba la tregua estratégica.

## Firma formal del acuerdo

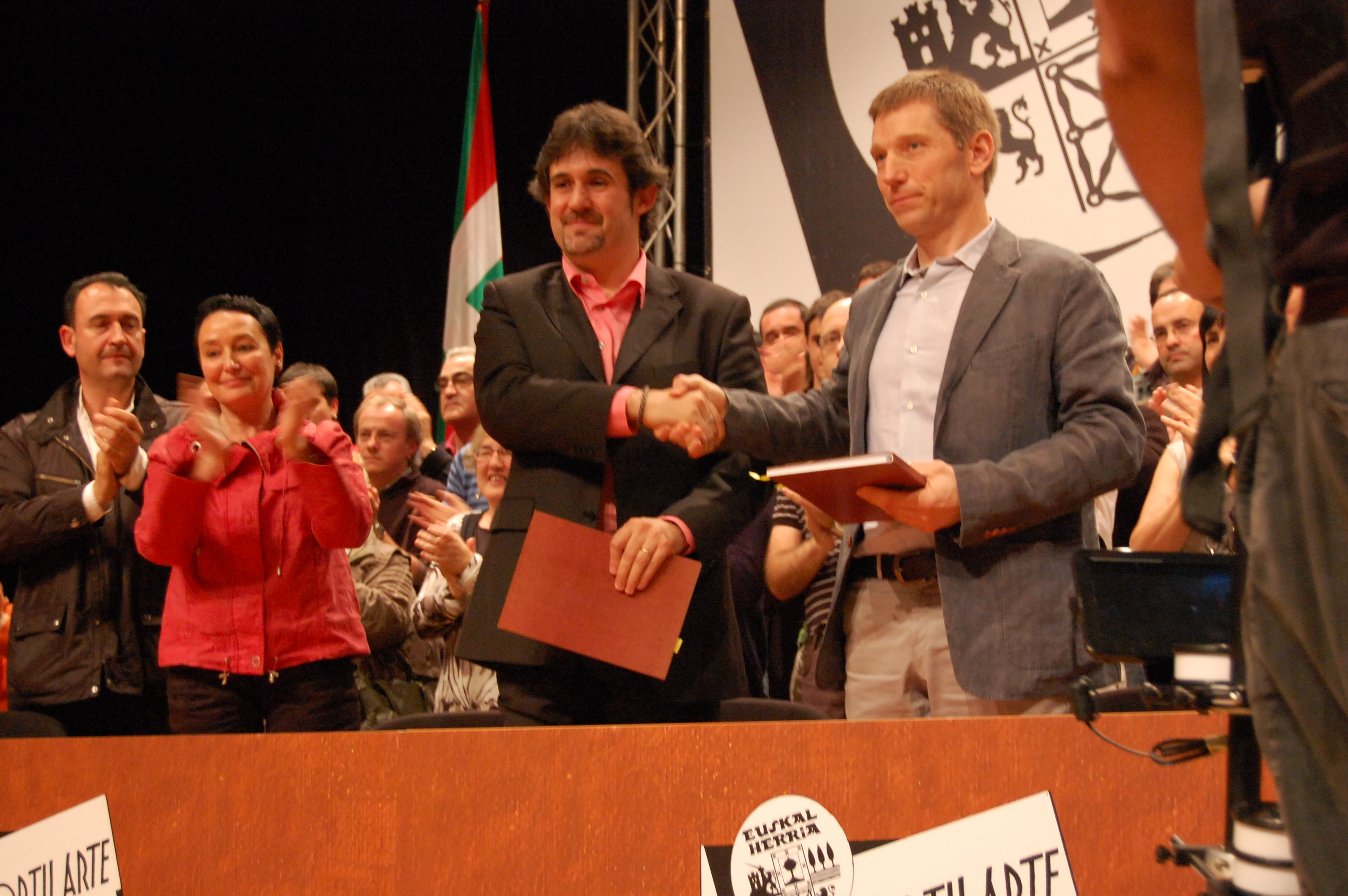
Rufi Etxeberria y Pello Urizar se dan la mano tras la firma del acuerdo

En el acto de la firma, con alrededor de mil personas presentes, estuvieron por Eusko Alkartasuna como firmantes su secretario general Pello Urizar, Ikerne Badiola, Mariano Alava, Santi Merino, Koldo Amezketa y Maider Karrere; por parte de la izquierda abertzale se encontraban como firmantes Rufi Etxeberria, Jone Goirizelaia, Txelui Moreno, Idoia Aiastui, Karmele Aierbe e Iñaki Olalde. Además estuvieron presentes el ex lehendakari Carlos Garaikoetxea y Elisa Sainz de Murieta por EA y Miren Legorburu por la izquierda abertzale.
También asistieron delegaciones internacionales del Sinn Féin ─durante muchos años brazo político del Ejército Republicano Irlandés Provisional (IRA)─, del Frente Popular para la Liberación de Palestina, de Nueva Alianza Flamenca (N-VA), del Frente Farabundo Martí para la Liberación Nacional de El Salvador, de las formaciones catalanas Esquerra Republicana de Cataluña (ERC), Candidatura de Unidad Popular y Organización Socialista de Liberación Nacional, de las gallegas Bloque Nacionalista Galego (BNG), Nós-Unidade Popular y Frente Popular Galega, y del grupo de la Alianza Libre Europea del Parlamento Europeo.

## Contenido formal
Se señala como "acuerdo estratégico básico":

la constitución de un Estado vasco independiente en un escenario internacional pleno de interdependencias políticas y económicas. Este es nuestro objetivo estratégico, la base del trabajo en común.

Al objetivo del Estado vasco independiente, se unía una necesidad previa declarada por los firmantes, de:

... superar la actuales estructuras jurídicas y políticas, y poder ejercer el derecho a decidir del pueblo vasco, tanto sobre la situación interna como sobre las relaciones exteriores. Es indispensable un marco democrático donde se puedan desarrollar todos los proyectos políticos y que desde el diálogo, la negociación y el acuerdo entre agentes políticos establezca unos compromisos para respetar lo decidido por la sociedad vasca.

Así, para alcanzar ese objetivo, proclama el cambio del marco jurídico-político en España y Francia mediante el ejercicio del derecho de autodeterminación, como paso previo. Mientras no cuestiona en lo básico el modelo de ejercicio del derecho de voto en la comunidad autónoma del País Vasco, considera "secuestrada" la voluntad de Navarra.
En el acuerdo, la denominada izquierda abertzale señala como trampa la Constitución española de 1978 y el Estatuto de Guernica y el Amejoramiento del Fuero navarro:

El referéndum de la Constitución española dejó claro que el marco jurídico-político resultante del mismo no tenía el apoyo de la mayoría social de Araba, Bizkaia, Gipuzkoa y Nafarroa Garaia. La posterior formulación del Estatuto de Autonomía, unido a la imposición unilateral del Amejoramiento Foral, constituyeron para la Izquierda Abertzale instrumentos de asimilación política; es decir, una trampa política.

Eusko Alkartasuna, sin embargo, valoraba como positivo el Estatuto de Autonomía:

El marco estatutario, como base legal formal del autogobierno pactado hace más de veinte años, hoy en día no es suficiente. Fue una respuesta responsable (la única posible en dicho momento) a las urgentes necesidades de este país, dado el grave riesgo de involución política que reinaba durante su negociación. Además de ser una respuesta responsable, desde el punto de vista doctrinal garantizaba/protegía los derechos históricos de nuestro pueblo. El Estatuto de Autonomía en su primer capítulo reconoce el derecho de Euskal Herria (comunidad natural) a formar una comunidad política en expresión de su nacionalidad y añade que Araba, Gipuzkoa y Bizkaia al igual que Nafarroa Garaia, tienen derecho a formar parte de ella.

Los firmantes invitaron a sumarse al resto de corrientes nacionalistas y de izquierdas.

## En relación con la violencia
Sobre la violencia vinculada a la organización terrorista ETA, no hace mención expresa, tratando en cambio de la denominada "resolución del conflicto político". Achaca el conflicto a la "negativa estructura" que impide a los vascos decidir sobre su futuro, lo que según el acuerdo sólo se solventa con medidas políticas:

La raíz del conflicto que padecemos en Euskal Herria es política y por tanto necesita de una solución política. Como ya hemos señalado en el apartado anterior la razón del conflicto reside en la negativa estructural a que la ciudadanía vasca sea dueña de su destino. Así mismo, el conflicto ha traído violencia y, por desgracia, las expresiones de violencia y el sufrimiento siguen presentes. Es voluntad de quienes firmamos el presente acuerdo la superación del conflicto político y la desaparición definitiva de la violencia.

Hicieron expresa mención del uso de las vías exclusivamente políticas y la defensa de los derechos humanos. Si bien señalaban que había que "superar cuanto antes una realidad de múltiples violencias ofreciendo a la sociedad vasca un futuro sin sufrimiento y sin vulneración de derechos". Y eso se une a la "recuperación de las condiciones democráticas mínimas", más la derogación de la Ley de Partidos, "el establecimiento de medidas que solucionen las situaciones ilegítimas que actualmente se padecen en las instituciones públicas", y la finalización de la denominada "persecución policial" sobre lo que llaman "sectores populares".
El documento abogaba por el seguir los Principios de Mitchell, en virtud de los cuales deseaban asimilarse al proceso de paz de Irlanda del Norte, y que la izquierda abertzale había asumido ya en noviembre de 2009.

## Petición de alto el fuego a ETA
Eusko Alkartasuna y la izquierda abertzale ilegalizada elaboraron un documento, presentado el 3 de septiembre de 2010, donde fijaban las condiciones para lo que denominaron "el proceso final de la violencia", y en las que se incluía un alto el fuego de ETA permanente y verificación internacional del mismo. Dos días después, ETA comunicó un alto el fuego sin señalar su carácter.

## Acuerdos posteriores

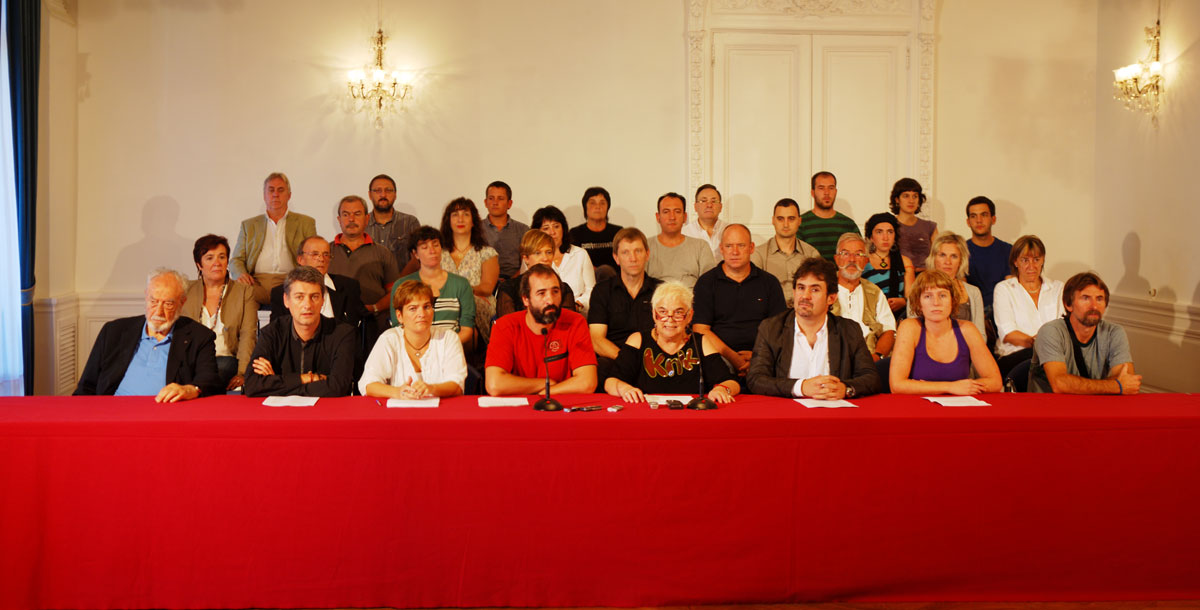
Acto de presentación de la coalición Amaiur, el 27 de septiembre de 2011.

El 16 de enero de 2011, días después de que ETA anunciara su decisión de declarar un alto el fuego "permanente, general y verificable", Eusko Alkartasuna, la izquierda abertzale ilegalizada y Alternatiba (escisión soberanista de Ezker Batua-Berdeak) firmaron un nuevo acuerdo con el compromiso a largo plazo de trabajar "de manera conjunta y prioritaria" en la "defensa de la soberanía de Euskal Herria" desde el rechazo a las "estrategias y expresiones violentas", pero desde una perspectiva de izquierdas "que busque una transformación profunda del modelo socioeconómico". El acuerdo Euskal Herria ezkerretik ('Euskal Herria desde la izquierda') estaba circunscrito a los territorios de Navarra, Vizcaya, Guipúzcoa y Álava, y recogía la intención de "confrontar a la derecha en todos los ámbitos" y generar "alternativas que superen y trasciendan los actuales sistemas de dominación".
Los tres grupos firmantes invitaron a Aralar para que colaborase con ellos, respetando el carácter diferenciado de cada fuerza política, y al año siguiente los cuatro grupos junto con Abertzaleen Batasuna establecieron una unidad de acción estratégica y nacional basada en la defensa de Euskal Herria y su construcción, el logro de la paz, la oficialidad del euskera y el impulso a un modelo económico soberano, justo y ecológico.
Fruto de estos acuerdos, Eusko Alkartasuna y Alternatiba formaron coaliciones electorales y presentaron listas con independientes de izquierda abertzale, apoyadas públicamente por excargos de Herri Batasuna y de Batasuna: Bildu, para las elecciones al Parlamento de Navarra, las forales a las Juntas Generales de Álava, de Guipúzcoa y de Vizcaya, y las municipales de mayo; y Amaiur —en la que participó también Aralar—, para las elecciones al Congreso y al Senado de noviembre. Tras la legalización de Sortu como nuevo partido político de la izquierda abertzale, también presentaron la coalición Euskal Herria Bildu para las elecciones al Parlamento Vasco de 2012.